# Sání

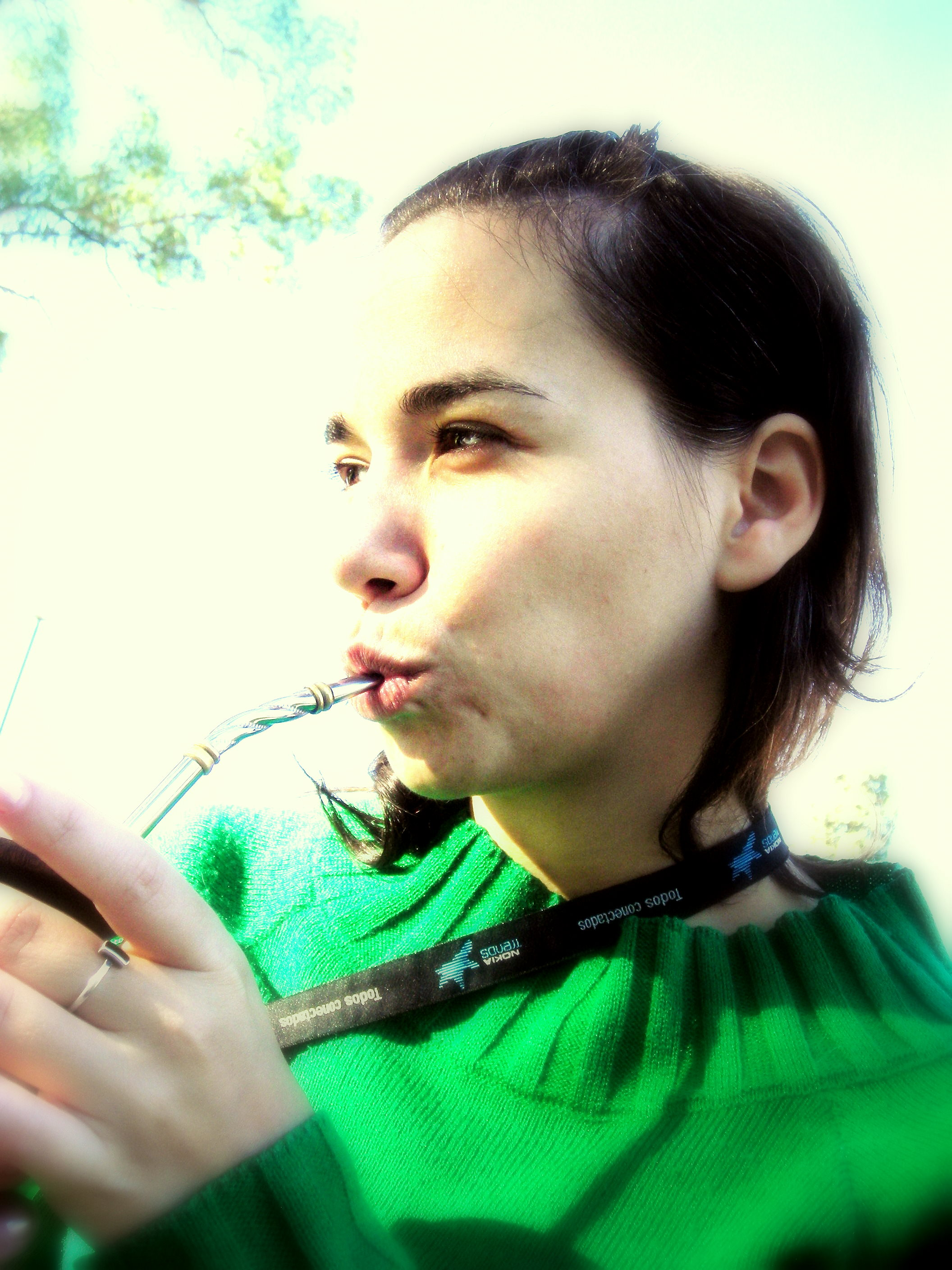
Mladá žena pije pomocí brčka

Sání označuje proudění kapaliny nebo jiné látky do místa, kde je nižší tlak nebo vakuum. Rozdíl tlaků mezi tímto místem a okolím způsobuje pohyb látky směrem do oblasti s nižším tlakem. Např. prach nasávaný vysavačem je tlačen vyšším tlakem okolí dovnitř do přístroje.

## Sání v biologii
Mláďata savců se rodí se sacím reflexem. Sání instinktivně používají při přijímání tekuté potravy. Nejčastěji to bývá mléko, které jim poskytuje matka.
Sání používají i některá dospělá zvířata při pití. Člověk využívá sání při pití s pomocí brčka, slon používá pro tento účel chobot. Některý hmyz používá pro sání zvláštní orgán – sosák.
Sání se využívá i při dýchání. Rozepnutí plic vyvolá vnitřní podtlak a vnější vyšší tlak vhání vzduch do plic.

## Pumpy
Principu sání využívají i stroje na dopravu kapalin nebo sypkých hmot – pumpy. Za normálních okolností, při normálním atmosférickém tlaku v nadmořské výšce odpovídající hladině moře může pumpa pomocí sání dopravit čistou vodu až do výše 10,3 m. S rostoucí nadmořskjou výškou atmosférický tlak klesá a výtlačná výška se zmenšuje úměrně jeho poklesu.